# 周占春
周占春（1956年—），男，國立中興大學法商學院法律系（今國立臺北大學法律學系）碩士、法訓所24期結業，現任司法院副秘書長，曾任台北地方法院法官、法官學院院長。

## 經歷
周占春曾任司法院人事處長，曾經前司法院長翁岳生的提拔。2004年起兼任銘傳大學法律系講師，講授刑審實務。2005年10月5日，擔任臺北地方法院簡任第十三職等法官。
2006年6月23日，擔任台北地方法院簡任第十四職等法官。
2010年，法務部正己專案，查獲法官陳榮和、李春地等人貪污，成為轟動一時的臺灣高等法院司法官集體收賄案。監聽申請由周占春批准，周占春也指導檢調人員，提示監聽目標。
2013年九月政爭中，《商業周刊》認為，本案的30多張監聽票都是由周占春法官簽發。立法委員呂學樟曾以此報導質詢法務部，但法務部拒絕證實。

## 爭議
在台開案中，周占春重判時任總統陳水扁的女婿趙建銘；其判決遠重於一般內線交易案。
2008年底，在特偵組起訴陳水扁貪污、洗錢的案件中，他又兩次判決將陳水扁無保釋放，引得社會大眾批評；在此之前周占春被認為是經常通過羈押的法官，2006－2008年間，周占春一共審理了37件申請交保停止羈押的「具保停押」的案件，其中只有2件獲得交保，其餘35件都遭到駁回，甚至連竊盜案的被告父親病危，都不同意被告交保。其中一名因為追討賭債而涉及恐嚇取財被羈押的前中山分局員警，也因為在其自由心證下，認為被告具有警察背景會騷擾證人，而駁回其交保的聲請。
2010年11月，98年度矚金重訴字第1號案件。
合議庭審判長為周占春，合議庭依下列判決理由，一審判決扁無罪。

2010年12月，周占春因為涉嫌洩漏毒品案的檢舉人而被起訴，使得檢舉人因被告律師的閱卷，而遭到被告與其同夥的恐嚇威脅。周占春表示檢方未依法將檢舉人列為秘密證人，故而證人不能秘而不宣。但台灣高等法院二審宣判無罪定讞。
2013年，周占春率領的合議庭審理前總統李登輝國安密帳案，認為檢方無法證明李登輝事前知悉款項被挪用及其流向，且同案重要被告、國安局前局長殷宗文已過世，無法對質釐清真相，判李無罪。

## 外部連結
- 兩篇聯合報社論比對[永久]